# Vêlayoudom Marimoutou
Pour les articles homonymes, voir Marimoutou.
Vêlayoudom Marimoutou est un économiste français né le 12 décembre 1957. Frère de Jean-Claude Carpanin Marimoutou, il est le recteur de l'académie de La Réunion de 2016 à 2020. Il était le secrétaire général de la Commission de l'océan Indien (COI) du 16 juillet 2020 au 16 juillet 2024.